# 逢坂関

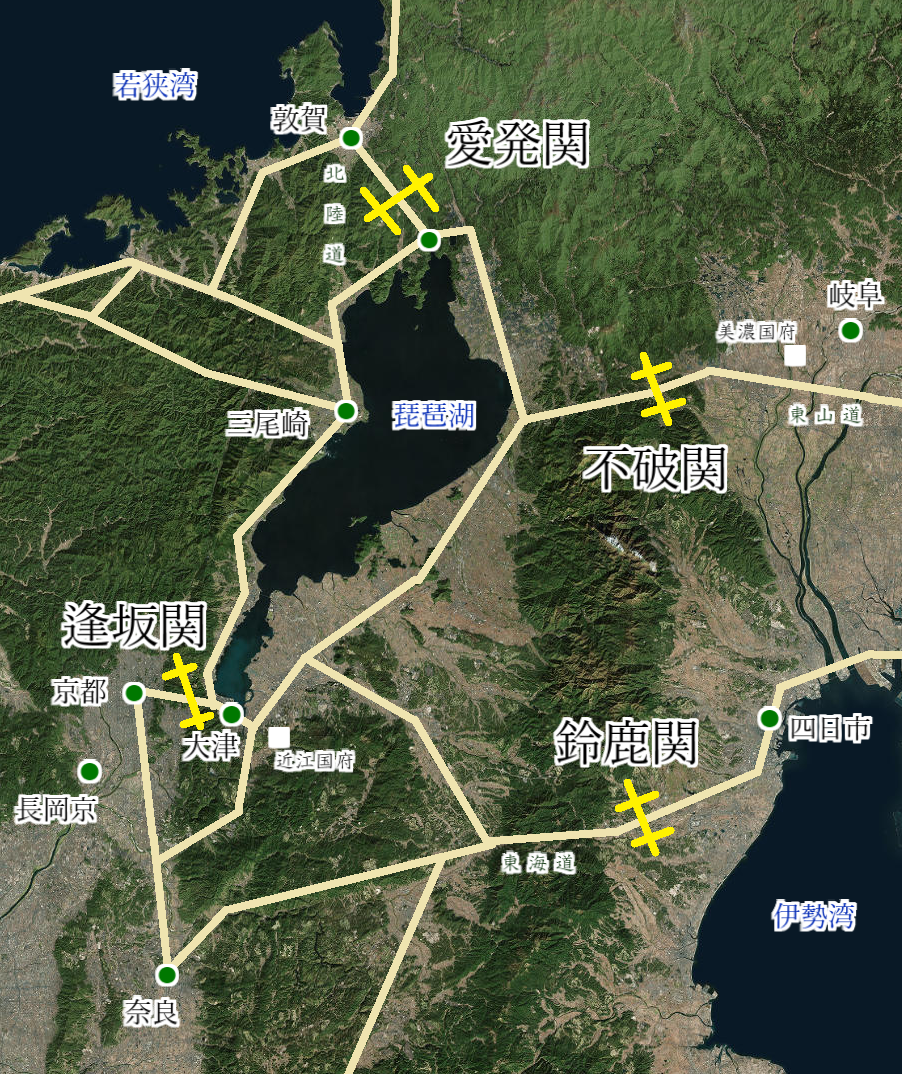
逢坂関のおよその位置を示した地図

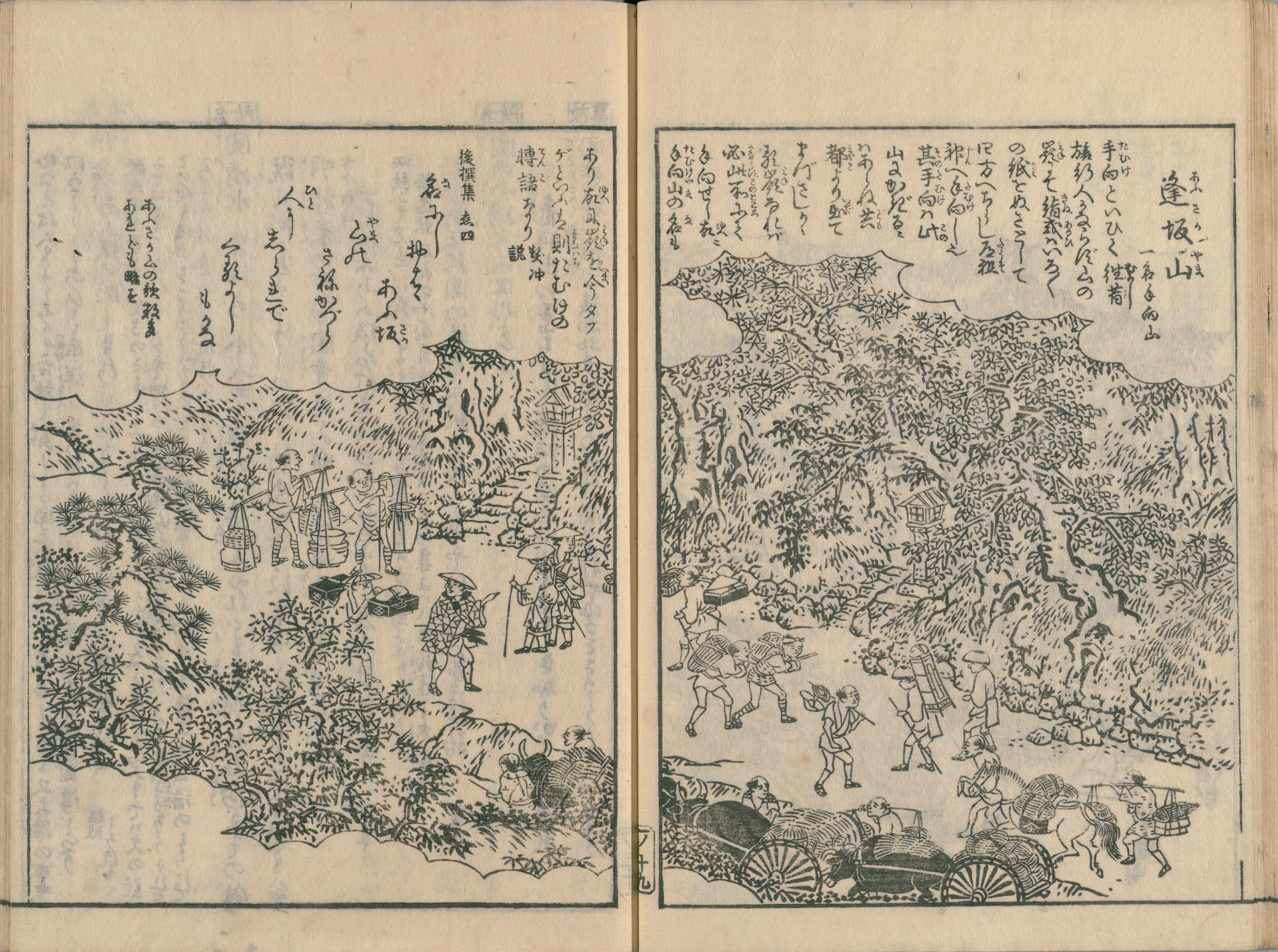
『伊勢参宮名所図会』（寛政9年（1797年））の「逢坂山」に描かれた逢坂関付近の東海道

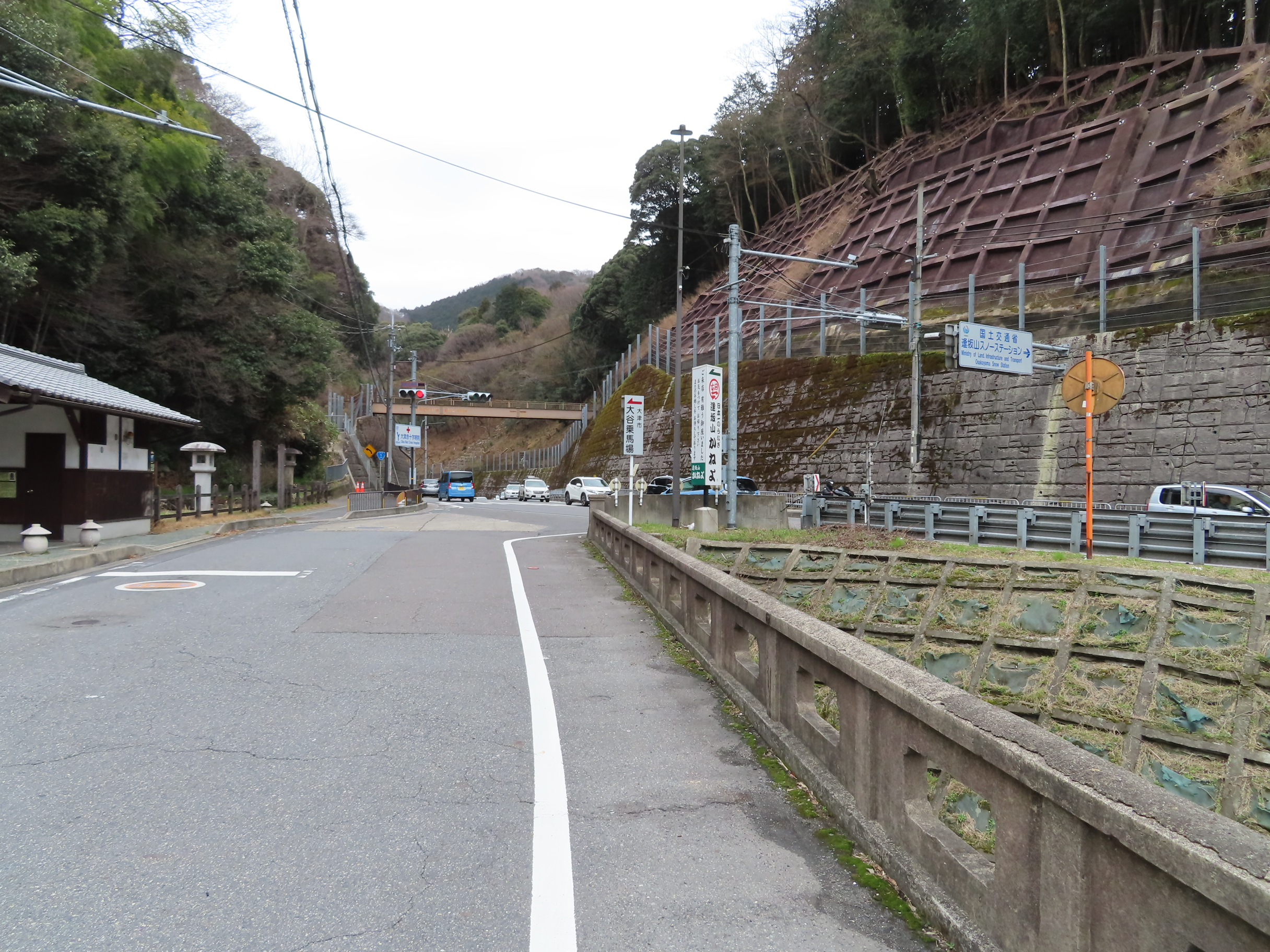
国道1号から分岐した旧東海道。左側は逢坂の関記念公園（2021年3月）

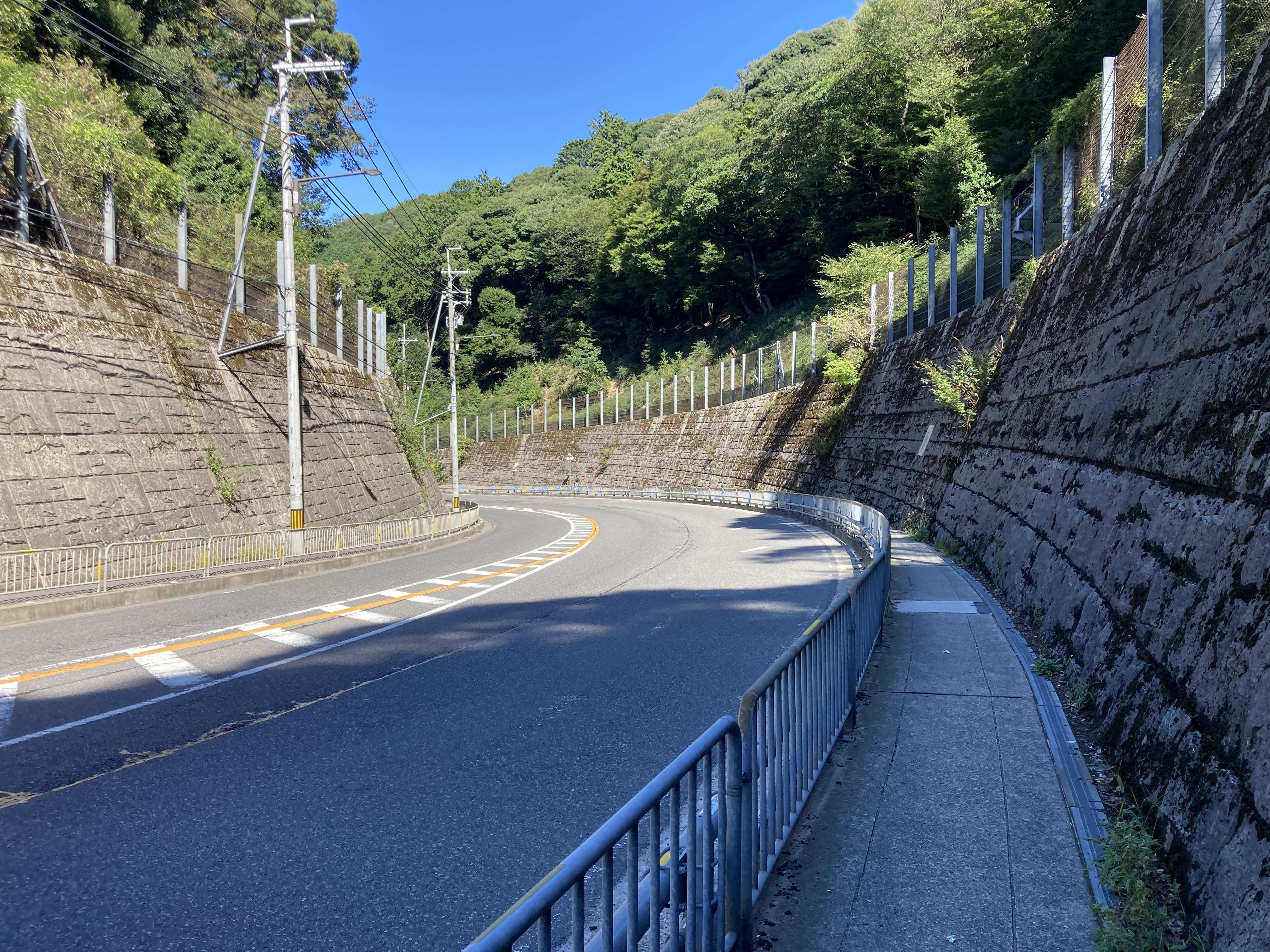
国道1号の東海自然歩道逢坂山歩道橋付近から大津方面を望む（2023年9月）

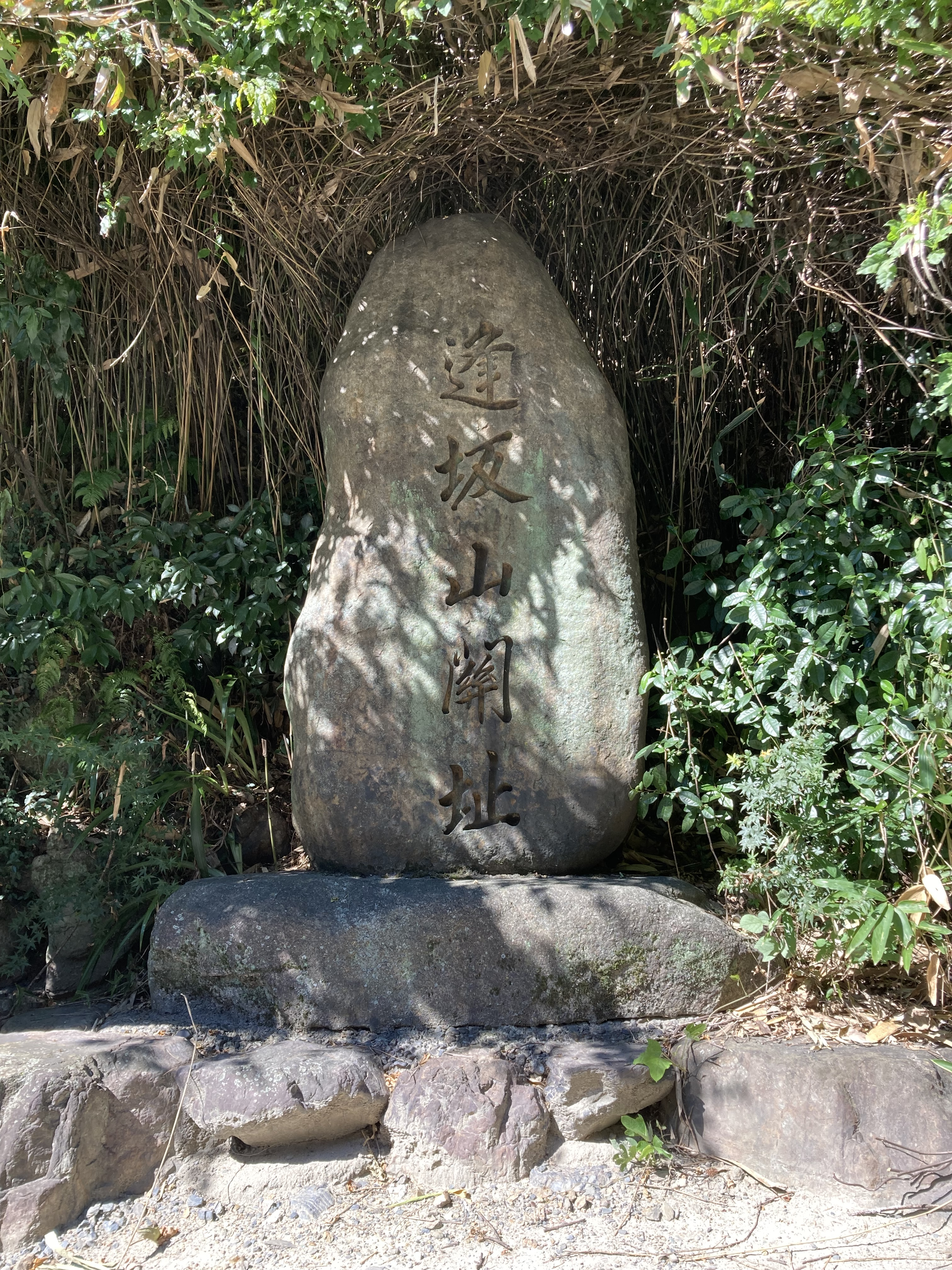
逢坂山関址の記念碑（2023年9月）

逢坂関（おうさかのせき、歴史的仮名遣：あふさかのせき）は、山城国と近江国の国境となっていた関所。相坂関や合坂関、会坂関などとも書く。
東海道と東山道（後の中山道）の2本が逢坂関を越えるため、交通の要となる重要な関であった。その重要性は、弘仁元年（810年）以後には、三関の一つとなっていた事からも見てとれる。なお、残り二関は不破関と鈴鹿関であり、平安時代前期までは逢坂関ではなく愛発関が三関の一つであった。

## 位置
近世に道が掘り下げられた事などから、関のあった場所は現在では定かでない。しかし、滋賀県大津市逢坂二丁目の長安寺付近にあった関寺と逢坂関を関連付ける記述が『更級日記』や『石山寺縁起絵巻』に見られる事などから、同寺の付近にあったと見られる。昭和5年（1930年）10月、大津市立逢坂小学校（滋賀県大津市音羽台）の敷地に「逢坂関址碑」が建てられている。なお、これとは別に滋賀県大津市大谷町の国道1号線沿いの旧滋賀県警察逢坂山検問所跡（京阪京津線大谷駅の東約100m）脇に「逢坂山関址」という記念碑が建てられている。この碑は昭和7年（1932年）に滋賀県が建立したものであるが、この碑の位置に関があったことを確証するものではない。
平成21年（2009年）4月11日に、記念碑の西側、国道1号から分岐した旧東海道（大津市道幹1035号線）沿いに「逢坂の関記念公園」が整備されており、旧東海道に敷設されていた車石が置かれている。

## 歴史
大化2年（646年）に初めて置かれた後、延暦14年（795年）に一旦廃絶された。その後、平安遷都にともなう防衛線再構築などもあり、斉衡4年（857年）に上請によって同じ近江国内の大石および龍花とともに再び関が設置された。『類聚三代格』「禁制事」に収録されている寛平7年12月3日（895年12月26日）の太政官符では「五位以上及孫王」が畿内を出ることを禁じており（「應レ禁三止五位以上及孫王輙出二畿内一事」）、この中で会坂関（逢坂関）を畿内（山城国）の東端と定義している。逢坂関はやがて旅人の休憩所としての役割なども果すようになり、天禄元年（970年）には藤原道綱母が逢坂越を通った際に休息した事が『蜻蛉日記』に記されている。
逢坂関は鎌倉時代以降も京都の東の要衝として機能し、南北朝時代以降には園城寺が支配して関銭が徴収されるようになった。しかし、貞治6年（1367年）に園城寺の衆徒が南禅寺所轄の関を破却したため、侍所頭人の今川貞世によって四宮川原関や松坂峠関（ともに現：京都市山科区）とともに焼払われた。その後、逢坂関は再設されたが、寛正元年（1460年）に伊勢神宮造替のために大津に新関が設置された際には、大谷・逢坂の両関が一時廃されており（「廃大谷逢坂両関所」）、経済上の理由から室町幕府が園城寺の関を支配下に置こうとしたと考えられる。なおその後も逢坂関は存在し、応永25年（1418年）に足利義持が伊勢神宮に参詣した際に通過したとの記録がある。

## 文学への登場
逢坂関は平安京の東の出入口にあたる場所で、都を離れる人々を送別する場所として様々な和歌に詠まれ、近江の代表的な歌枕となった。
百人一首でも三つの歌で詠まれている。
これやこの 行くも帰るも 別れては 知るも知らぬも 逢坂の関—蝉丸（第十番）、『後撰和歌集』雑歌一、1089
名にし負はば 逢坂山の さねかづら 人に知られで くるよしもがな—三条右大臣（第二十五番）、『後撰和歌集』恋歌三、700
夜をこめて 鳥のそら音は はかるとも よに逢坂の 関はゆるさじ—清少納言（第六十二番）、『後拾遺和歌集』雑二、940
また、『枕草子』の第51段「関は」には「逢坂の関、須磨の関、鈴鹿の関」と記されている。
上方落語の『伊勢参宮神乃賑』（通称『東の旅』）では、当所の名物である『走り井餅』が絡む「走り餅」という噺がある。

### 蝉丸について
蝉丸は「盲目の琵琶の名手」とされている。「これやこの～」の歌には「ゆきかふ人を見て」という詞書きがあるが、盲目の蝉丸がどうやって「ゆきかふ人を見」たのか定かでない。実際に目が見えなかったのではなく、世間に対して心を閉ざしていたのを比喩的に表現したものだという説もある。
蝉丸は『今昔物語集』では「敦美と申しける式部卿の宮の雑色」、『和歌色葉』では「仁明の御時の盲目の道心者」、『平家物語』巻十「海道下り」では醍醐天皇の第四皇子とされている。逢坂の関の周辺には蝉丸を奉った神社（関蝉丸神社、蝉丸神社）があることから、関の守神であることは推定されるが、謎の多い人物である。